# Niedźwiedna

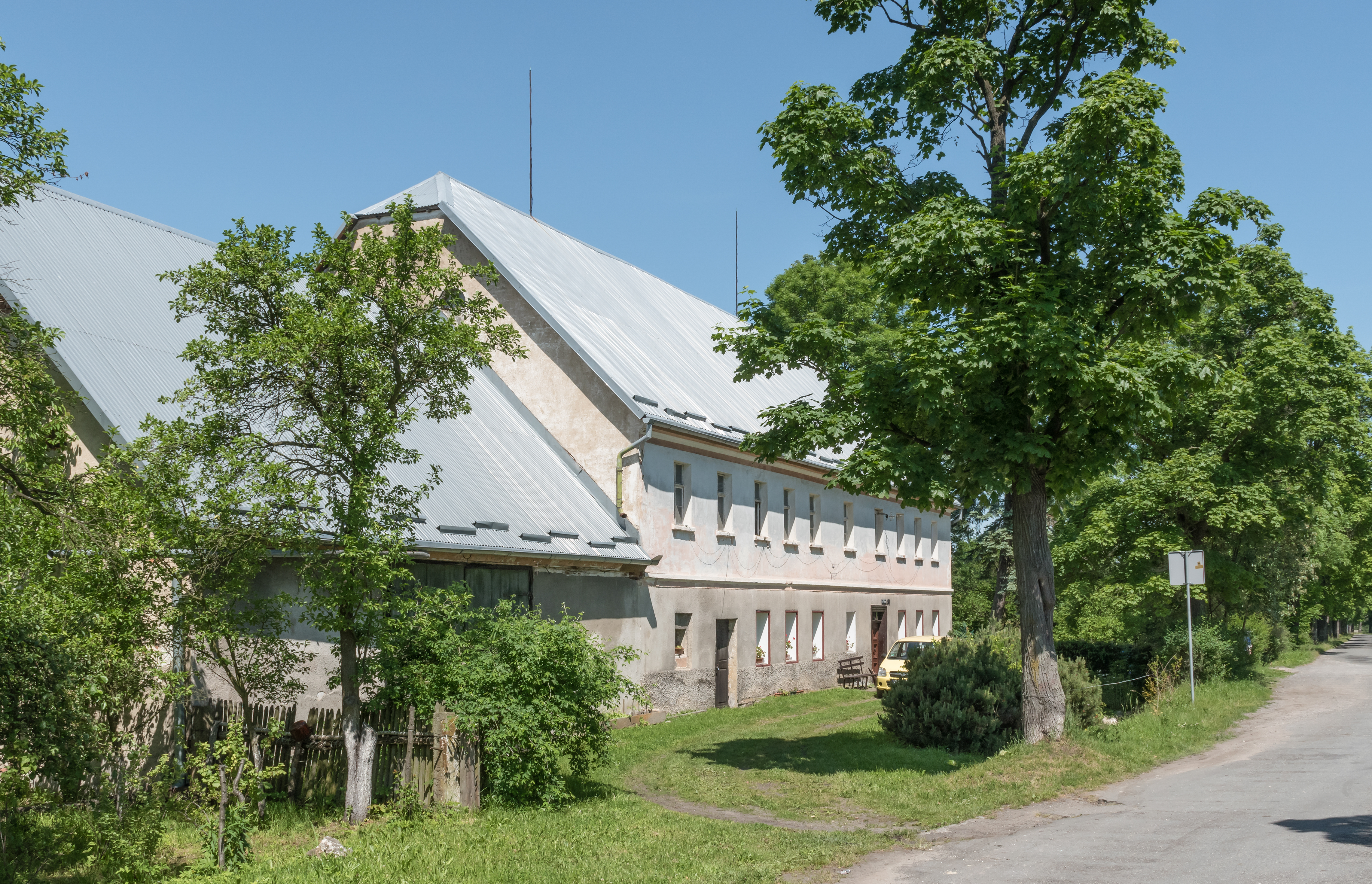
Haus in Niedźwiedna/Weißbrodt

Niedźwiedna (deutsch: Weißbrod, auch Weissbrod bzw. Weissbrodt) ist ein Ortsteil von Bystrzyca Kłodzka (Habelschwerdt) im Powiat Kłodzki der Woiwodschaft Niederschlesien in Polen. Es liegt drei Kilometer südlich von Bystrzyca Kłodzka (Habelschwerdt), zu dessen gleichnamiger Stadt- und Landgemeinde es gehört.

## Geographie
Niedźwiedna liegt im Süden des Glatzer Kessels an der Landesstraße 33 (Droga krajowa 33), die von Kłodzko (Glatz) über Bystrzyca Kłodzka und Międzylesie (Mittelwalde) zur tschechischen Landesgrenze führt und am Grenzübergang Boboszów/Dolní Lipka in die tschechische Landesstraße 43 mündet. Durch den Ort fließt der Wölfelsbach (polnisch Wilczka), der kurz danach in die Glatzer Neiße (Nysa Kłodzka) mündet.
Nachbarorte sind Bystrzyca Kłodzka im Norden, Pławnica (Plomnitz) im Osten, Wilkanów (Wölfelsdorf) im Südosten, Domaszków (Ebersdorf) im Süden, Długopole-Zdrój (Bad Langenau) im Südwesten und Długopole Dolne (Niederlangenau) im Westen.

## Geschichte
Weißbrod gehörte zur böhmischen Grafschaft Glatz, mit der es seine politische und kirchliche Zugehörigkeit von Anfang an teilte. Ursprünglich war es ein Freibauerngut, das zur Dorfgemeinde Wölfelsdorf gehörte und 1417 im Besitz eines Stephan war, von dem es im selben Jahr der Habelschwerdter Bürgermeister Nickel vom Sande erwarb. Er verkaufte es 1418 dem Hans Weis(s)brod, nach dem der Ort später benannt wurde. 1618 gehörte Weißbrod dem Georg Albrecht von Maltitz, der damals den böhmischen Ständeaufstand unterstützte. Nachdem die Kaiserlichen die Grafschaft Glatz nach der Schlacht am Weißen Berg 1622/23 zurückeroberten, wurde er vom böhmischen Landesherrn enteignet. Dadurch gelangte Weißbrod 1624 an den späteren Landeshauptmann der Grafschaft Glatz, Johann Arbogast von Annenberg, der nachfolgend weitere Besitzungen im Habelschwerdter Distrikt erwarb. Im Dreißigjährigen Krieg wurde Weißbrod 1646 von den Schweden niedergebrannt. Im selben Jahr war es im Besitz des Hauptmanns von Frobel, von dem es 1652 an den Habelschwerdter Vogt Johann Vogt überging. Nach mehreren Besitzerwechseln gelangte es 1708 an Wenzel von Hornatetzky. Er verkaufte Weißbrod dem Reichsgrafen Georg Olivier von Wallis, der es 1710 seinem Bruder Franz Paul Reichsgraf von Wallis für 4150 Floren zur Herrschaft Plomnitz abtrat. Nach dem Tod seines Bruders Franz Paul 1737 erbte Georg Olivier von Wallis dessen Besitzungen, die er 1744 seinem einzigen Sohn Stephan Olivier von Wallis vererbte.
Nach dem Ersten Schlesischen Krieg 1763 und endgültig mit dem Hubertusburger Frieden 1763 fiel Weißbrod zusammen mit der Grafschaft Glatz an Preußen. 1783 verkaufte Stephan Olivier von Wallis seine Glatzer Besitzungen dem Erblandbaudirektor Friedrich Wilhelm Graf von Schlabrendorf. Dieser veräußerte von den erworbenen Gütern 1789 u. a. die Herrschaft Plomnitz mit Weißbrod dem königlichen Justizrat Franz Bernhard von Mutius auf Altwasser und Gellenau. Er verkaufte 1792 Plomnitz mit Weißbrod und Kaiserswalde dem Friedrich von Sack. Von ihm erwarb Weißbrod 1793 Caspar Hoffmann aus Glatz, wodurch Weißbrod von der Herrschaft Plomnitz gelöst wurde. 1797 gelangte Weißbrod an den königlich preußischen Amtsrat Franz Hoffmann auf Rengersdorf und Eisersdorf, von dem es 1801 an dessen Schwesternsohn Ignatz Franke überging.
Nach der Neugliederung Preußens gehörte Weißbrod ab 1815 zur Provinz Schlesien und war zunächst dem Landkreis Glatz und ab 1818 dem neu geschaffenen Landkreis Habelschwerdt eingegliedert, mit dem es bis 1945 verbunden blieb. 1874 wurde aus den Landgemeinden Urnitz, Weisbrodt, Wölfelsdorf und Wölfelsgrund sowie den Gutsbezirken Urnitz, Weisbrodt und Wölfelsdorf der Amtsbezirk Wölfelsdorf gebildet. 1939 wurden 81 Einwohner gezählt.
Als Folge des Zweiten Weltkriegs fiel Weißbrod 1945 wie fast ganz Schlesien an Polen und wurde zunächst in Białobrody und 1946 in Niedźwiedna umbenannt. Die deutsche Bevölkerung wurde vertrieben. Die neu angesiedelten Bewohner waren zum Teil Heimatvertriebene aus Ostpolen, das an die Sowjetunion gefallen war. 1961 wurde Niedźwiedna in die Stadt Bystrzyca Kłodzka eingemeindet. Seit 1945 gehörte es zum Powiat Bystrzycki, der 1975, ebenso wie die bis dahin zuständige Woiwodschaft Wrocław (Breslau), aufgelöst wurde. 1975 kam es an die neu gebildete Woiwodschaft Wałbrzych (Waldenburg), die bis 1998 bestand.